# Ernest Le Chatelain
Ernest Le Chatelain est un homme politique français né le 1er juillet 1825 à Mayenne (Mayenne) et décédé le 15 février 1890 à Mayenne.

## Biographie
Juge de paix à Mayenne, il est représentant de la Mayenne de 1871 à 1876, siégeant chez les légitimistes. Il est inscrit à la réunion des réservoirs. Il rentra dans la vie privée après la législature.

## Sources
- « Ernest Le Chatelain », dans Adolphe Robert et Gaston Cougny, Dictionnaire des parlementaires français, Edgar Bourloton, 1889-1891 [détail de l’édition]